# Hej Sokoły
«Hej Sokoły» (Гей соколи) es una canción polaca, que narra como un joven se despide de su amada para una larga ausencia. 
Hay letras en varias versiones, y su origen exacto es desconocido; se cree que fue compuesta por el poeta y autor de canciones Maciej Kamieński (1734–1821) en la primera mitad del siglo XIX, siendo representativa de lo que se viene en llamar la Escuela Ucraniana de la literatura polaca. 
Debido a la dudosa procedencia de canción, se presenta indistintamente como una canción tradicional polaca; la letra varía sólo ligeramente entre versiones en polaco y ucraniano.
La melodía fue popular entre los soldados polacos durante la guerra polaco-soviética, y también la cantaban las guerrillas nacionales polacas durante la II Guerra Mundial. Más recientemente, la cantante tradicional polaca Maryla Rodowicz también hizo una versión popular de la canción. Por último, en 1999, se estrenó la película polaca Con sangre y fuego (Ogniem i Mieczem), un drama histórico dirigido por Jerzy Hoffman sobre la novela A sangre y fuego de Henryk Sienkiewicz (autor de Quo Vadis), donde la canción tiene un papel prominente.

## Letras
primer verso y estribillo
| Hej, tam gdzieś z nad czarnej wody | A lo lejos, en algún lugar sobre las aguas negras,   | Гей, десь там, де чорні води,   |  |  |
| Siada na koń kozak młody.          | un joven cosaco monta en su caballo.                 | Сів на коня козак молодий.      |  |  |
| Czule żegna się z dziewczyną,      | Tristemente se despide de su chica,                  | Плаче молода дівчина,           |  |  |
| Jeszcze czulej z Ukrainą.          | pero aún más tristemente de Ucrania.                 | Їде козак з України.            |  |  |
|                                    |                                                      |                                 |  |  |
|                                    |                                                      |                                 |  |  |
| Hej, hej, hej sokoły!              | ¡Eh, eh, eh halcones!                                | Гей! Гей! Гей, соколи!          |  |  |
| Omijajcie góry, lasy, doły.        | ¡Volad sobre las montañas, los bosques y los valles! | Оминайте гори, ліси, доли.      |  |  |
| Dzwoń, dzwoń, dzwoń dzwoneczku,    | Suena, suena, suena campanita.                       | Дзвін, дзвін, дзвін, дзвіночку, |  |  |
| Mój stepowy skowroneczku           | Mi pequeña alondra de la estepa.                     | Степовий жайвороночку           |  |  |

Otros versos
| Wiele dziewcząt jest na świecie,   | Hay muchas chicas en el mundo,                       | Оминайте гори, ліси, доли.        |  |  |
| Lecz najwięcej w Ukrainie.         | pero hay más en Ucrania.                             | Дзвін, дзвін, дзвін, дзвіночку,   |  |  |
| Tam me serce pozostało,            | Allí, dejé mi corazón                                | Мій степовий дзвін, дзвін, дзві   |  |  |
| Przy kochanej mej dziewczynie.     | con mi chica amada.                                  | Степовий жайвороночку             |  |  |
|                                    |                                                      |                                   |  |  |
|                                    |                                                      |                                   |  |  |
| Hej, hej, hej sokoły!              | ¡Eh, eh, eh, halcones!                               | Гей! Гей! Гей, соколи!            |  |  |
| Omijajcie góry, lasy, doły.        | ¡volad sobre las montañas, los bosques y los valles! | Оминайте гори, ліси, доли.        |  |  |
| Dzwoń, dzwoń, dzwoń dzwoneczku,    | Suena, suena, suena campanita.                       | Дзвін, дзвін, дзвін, дзвіночку,   |  |  |
| Mój stepowy skowroneczku           | Mi pequeña alondra de la estepa                      | Степовий жайвороночку             |  |  |
| Hej, hej, hej sokoły!              | ¡Eh, eh, eh, halcones!                               | Гей! Гей! Гей, соколи!            |  |  |
| Omijajcie góry, lasy, doły.        | ¡volad sobre las montañas, los bosques y los valles! | Оминайте гори, ліси, доли.        |  |  |
| Dzwoń, dzwoń, dzwoń dzwoneczku,    | Suena, suena, suena campanita.                       | Дзвін, дзвін, дзвін, дзвіночку,   |  |  |
| Mój stepowy - dzwoń, dzwoń, dzwoń. | Mi estepa... suena, suena, suena.                    | Мій степовий дзвін, дзвін, дзвін. |  |  |
|                                    |                                                      |                                   |  |  |
|                                    |                                                      |                                   |  |  |
| Ona jedna tam została,             | Allí sola se quedó,                                  | Жаль, жаль за милою,              |  |  |
| Jaskółeczka moja mała,             | mi pequeña golondrina,                               | За рідною стороною.               |  |  |
| A ja tutaj w obcej stronie         | y yo, aquí, en esta tierra extranjera.               | Жаль, жаль серце плаче,           |  |  |
| Dniem i nocą tęsknię do niej.      | La echo de menos día y noche.                        | Більше її не побачу.              |  |  |
|                                    |                                                      |                                   |  |  |
|                                    |                                                      |                                   |  |  |
| Żal, żal za dziewczyną,            | Pena, pena por esa chica,                            | Меду, вина наливайте              |  |  |
| Za zieloną Ukrainą,                | por la verde Ucrania;                                | Як загину поховайте               |  |  |
| Żal, żal, serce płacze,            | Pena, pena, el corazón llora,                        | На далекій Україні                |  |  |
| Już jej więcej nie zobaczę.        | no la volveré a ver.                                 | Коло милої дівчини.               |  |  |
|                                    |                                                      |                                   |  |  |
|                                    |                                                      |                                   |  |  |
| Wina, wina, wina dajcie!           | ¡Vino, vino, dadme vino!                             | Гей, десь там, де чорні води      |  |  |
| A jak umrę pochowajcie             | Y cuando muera, enterradme                           | Сів на коня козак молодий         |  |  |
| Na zielonej Ukrainie               | en mi Ucrania verde,                                 | Плаче молода дівчина              |  |  |
| Przy kochanej mej dziewczynie      | junto a mi niña querida.                             | Їде козак з України               |  |  |